# Jean Maes
Pour les articles homonymes, voir Maes.
Jean Maes, père et fils, sont des imprimeurs nés à Ath, Hainaut, Belgique.

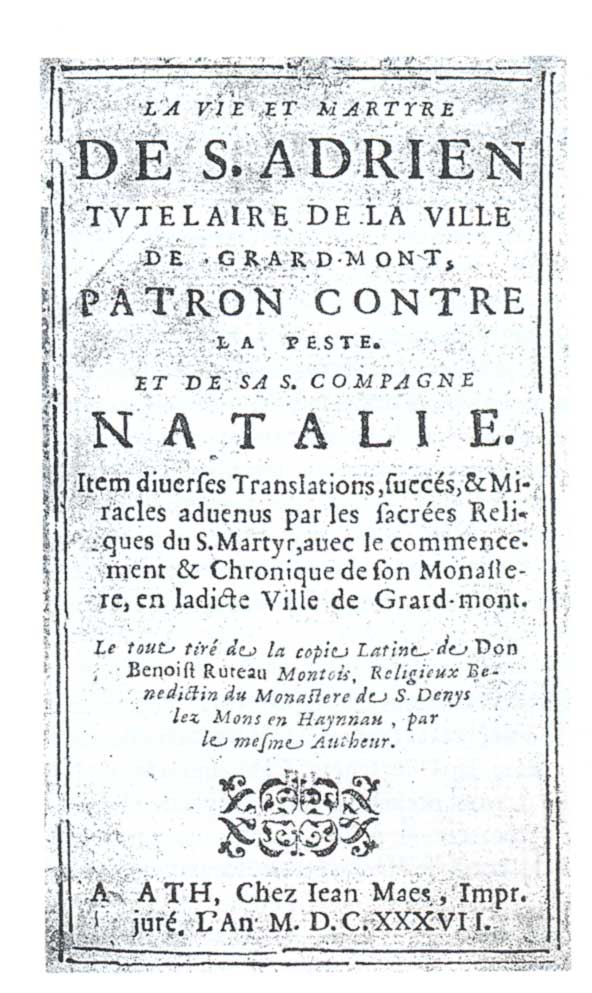
Brochure éditée à Ath en 1637 chez Jean Maes (Archives de la Ville d'Ath)

Jean Maes, le premier, était fils de Jean, imprimeur à Louvain. Il vint s'établir à Ath à la fin du XVIe siècle et s'y maria avec Jeanne Pissart, dont il eut des enfants dès 1590. Il apportait de la maison paternelle le goût pour les livres. Aussi bien, lui vit-on monter une librairie sous l'enseigne de La Verde Croix, qui était aussi celle de son père à Louvain. Et néanmoins Jean Maes occupait, à l'Hôtel de ville, l'office de « serviteur » ou « huissier de la chambre échevinale », y ajoutant celui de guetteur au clocher de St-Julien, chargé de « sonner la trompette de nuyct ». En 1609, il sollicita et obtint du magistrat l'autorisation de fonder une imprimerie. Une subvention lui fut même allouée à cette fin. Il fixa le siège de son établissement rue de Pintamont, à côté de l'hôpital de Saint-Julien. Il se faisait aider dans ses travaux typographiques par son fils qu'il avait rappelé de Louvain où il l'avait envoyé, dès sa tendre jeunesse, pour faire l'apprentissage du métier sous le grand¬père. 
Le 10 avril 1617, Jean Maes, 2e du nom à Ath, épousa Catherine Lepoivre et, en 1623, son père étant mort, il lui succéda à La Verde Croix. Cela résulte d'un certificat que lui délivra Philippe Legrand, curé de Saint-Julien, aux fins d'autorisation à continuer l'imprimerie. Disons que si, dans ce document, Jean Maes est qualifié de l'aîné (major), c'est par opposition à son fils Jean (minor). Le premier né de ses enfants était Philippe. Il dirigea son officine jusqu'en 1659, date approximative de sa mort. 
Le premier livre sorti des presses des Maes athois est La Description de la ville d'Ath par Jean Zuallart.

## Sources
- Célestin-Joseph Bertrand, Histoire de la Ville d'Ath, Mons, Duquesne-Masquillier, 1906 (OCLC 19891921).